# AGUS (Angehörige um Suizid) e. V.
AGUS (Angehörige um Suizid) e. V. ist eine bundesweite Selbsthilfeorganisation für Trauernde, die einen nahestehenden Menschen durch Suizid verloren haben. Der Verein wurde 1995 in Bayreuth gegründet, wo sich noch heute dessen Sitz befindet.

## Tätigkeiten
Der Verein bietet eine Beratung und Betreuung der betroffenen Personen und vermittelt Kontakte zwischen den Personen untereinander. Außerdem werden in ganz Deutschland regionale Selbsthilfegruppen gefördert und neu gegründet. Des Weiteren betreibt man Öffentlichkeitsarbeit, vor allem durch die Medien, um das Verständnis für diese Personengruppe zu vergrößern. Zusätzlich arbeitet der Verein mit der Fachwelt, Behörden und anderen Einrichtungen zusammen, um die Möglichkeiten der Unterstützung zu erweitern. Der Verein ist in vielen sozialen Netzwerken vertreten und ist Herausgeber verschiedener Veröffentlichungen Seitentext.

## Geschichte
AGUS wurde im Jahr 1989 von Emmy Meixner-Wülker in Bayreuth gegründet, die durch eigene Betroffenheit dazu veranlasst wurde. Es ist die erste Selbsthilfegruppe für Angehörige von Suizidenten in Deutschland. Die Initiative erhielt vor allem durch die Medien große Resonanz. In der folgenden Zeit entstanden auch überregional weitere AGUS-Gruppen. Meixner-Wülker war weiterhin für alle Initiativen verantwortlich.
Im Jahr 1995 entstand der gemeinnützige Verein AGUS e. V., den Meixner-Wülker zunächst aus ihrer Wohnung ehrenamtlich betreute. Am 1. Mai 1999 wurde ein eigenes Büro außerhalb der Wohnung eingerichtet. Ein Jahr später waren dort zwei Bürokräfte tätig. 
Wegen der hohen Belastung und mit Rücksicht auf ihre Gesundheit gab die Gründerin den 1. Vorsitz von AGUS e. V. ab. Später wurde sie Ehrenvorsitzende des Vereins. Stand Januar 2020 hatte der Verein rund 1000 Mitglieder. Inzwischen existieren in über 75 deutschen Städten AGUS-Gruppen. Die Koordination erfolgt über die AGUS-Bundesgeschäftsstelle, die sich nach wie vor in Bayreuth befindet. Dort sind drei Personen mit einem Umfang von 2,5 Stellen tätig.
Mit bundesweit derzeit über 100 Selbsthilfegruppen ist AGUS der größte Verein in Europa, der sich für Suizidtrauernde einsetzt.

## Auszeichnungen
- 2002, 2004: Hans-Rost-Preis[4]
- 2003: Bürgerkulturpreis des Bayerischen Landtags[5]

## Belege
1. 1 2 3  Entstehungsgeschichte AGUS auf agus-selbsthilfe.de
2. ↑  Mit Selbstvorwürfen nicht alleingelassen in: Nordbayerischer Kurier vom 13. Juli 2016, S. 12
3. ↑  „Wir sind eine große Schicksalsgemeinschaft“ – Pfarrer Gottfried Lindner und Elfie Loser im Interview mit Idea-Journalist Karsten Huhn. In: ideaSpektrum, Ausgabe 46.2020, S. 19.
4. ↑  Hans-Rost-Preis 2004 auf agus-selbsthilfe.de
5. ↑  Bürgerkulturpreis 2002 auf agus-selbsthilfe.de